# 엔슈모리역
엔슈모리역(일본어: 遠州森駅)은 일본 시즈오카현 슈치군 모리정 모리에 있는 덴류하마나코 철도의 철도역이다.

## 역세권 정보
- 모리 정약장
- 모리 정 우체국
- 오타 천
- 모리 정 중앙 체육관
- 시즈오카 현립 모리 고등학교

## 역사
- 1935년 4월 17일 - 국철 후타마타 선이 가케가와역에서 당역까지 개통, 도토미모리 역 (遠江森駅) 역으로 영업 개시.
- 1940년 6월 1일 - 당역 - 가나사시 역 구간 개통.
- 1961년 5월 16일 - 엔슈 철도의 동차가 니시카지마역에서 당역까지 직통 운행 개시.
- 1966년 10월 1일 - 엔슈 철도의 동차 직통 운행 폐지.
- 1970년 6월 1일 - 화물 취급 폐지(여객 전용역이 됨).
- 1987년 3월 15일 - 후타마타 선이 제3섹터 철도인 덴류하마나코 철도로 전환. 이와 동시에 역 이름을 엔슈모리역으로 개칭.

## 인접역
| 덴류하마나코 철도 ■ 덴류하마나코 선 | 덴류하마나코 철도 ■ 덴류하마나코 선 | 덴류하마나코 철도 ■ 덴류하마나코 선 |
| ----------------------------------- | ----------------------------------- | ----------------------------------- |
| 도와타 가케가와 방면                | 보통                                | 모리마치뵤인마에 신조하라 방면      |